# Zürcher Regionalzeitungen

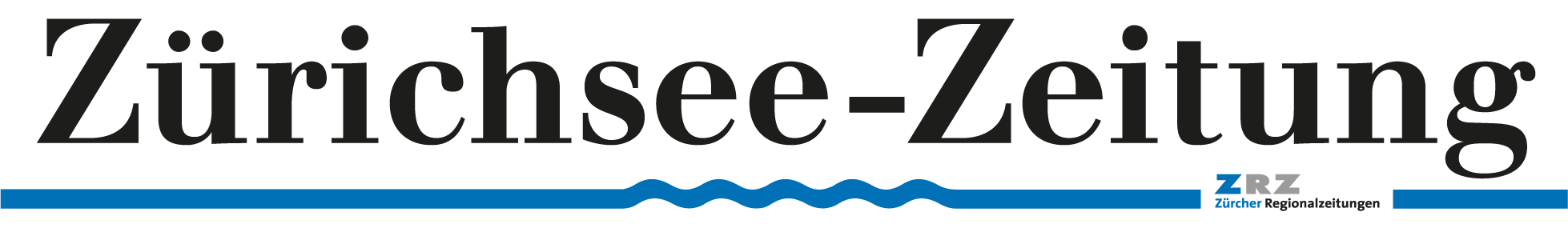
Logo der Zürichsee-Zeitung mit dem Untertitel ZRZ

Die Zürcher Regionalzeitungen (ZRZ) sind ein 2007 vom Schweizer Medienunternehmen Tamedia gegründeter Zeitungsverbund des Zürcher Oberländers, Wetzikon (samt Kopfblatt Anzeiger von Uster, Uster), des Zürcher Unterländers, Dielsdorf und der Zürichsee-Zeitung, Stäfa, sowie seit 2011 des Landboten, Winterthur.
Den überregionalen Mantel beziehen die ZRZ seit 2014 von der Berner Zeitung der Espace Media Groupe (ein Unternehmen der Tamedia). Den regionalen Mantel stellt der Landbote her. Bis Ende 2011 hatte die Zürichsee-Zeitung, 2012/2013, bis zur kompletten Übernahme des Landboten durch die Tamedia, der Landbote den überregionalen Mantel erstellt.
Die ZRZ erzielen eine WEMF-beglaubigte Gesamtauflage von 90'587 (Vj. 94'562) verkauften bzw. 93'038 (Vj. 95'584) verbreiteten Exemplaren und eine Reichweite von 219'000 (Vj. 231'000) Lesern (WEMF MACH Basic 2018-II). Die wöchentlichen Grossauflagen der vier Zeitungen haben zusammen eine Auflage von  301'194 (Vj. 302'834) Exemplaren und eine Reichweite von 387'000 (Vj. 403'000) Lesern.
Vorgängerin der ZRZ war 2006 der kurzlebige Zeitungsverbund Zürcher Landzeitung mit den gleichen Teilnehmern ausser dem Landboten.
Am 23. August 2017 gab Tamedia bekannt, dass ab dem 1. Januar 2018 nur noch je eine deutsch- und eine französischsprachige Tamedia-Redaktion den internationalen/nationalen Mantel (Inland, Ausland, Wirtschaft und Sport) für die 12 bezahlten Tages- und 2 Sonntagszeitungen erstellen werden. Die einzelnen Zeitungstitel sollen ihre Redaktionen und Chefredaktoren behalten. Chef der deutschsprachigen Mantelredaktion wird der derzeitige Chefredaktor von Tages-Anzeiger/SonntagsZeitung Arthur Rutishauser (er bleibt zudem Chefredaktor der SonntagsZeitung). Die Reorganisation, zu welcher der starke Rückgang der Werbeumsätze geführt hat, soll laut Tamedia zu keinen Entlassungen führen.